# CAU Madrid Rugby Club
El C.A.U. Madrid Rugby Club es un club de rugby español, de la ciudad de Madrid. Fundado en 1961, cuenta en su palmarés con dos ligas y dos Copas del Rey. Para la temporada 2024-25, el club solo posee secciones desde sub-6 hasta sub-14, sin tener equipos senior.

## Historia
El club fue fundado en 1961 por alumnos del Colegio Alemán Madrid con el nombre de Club Atlético Universitario (CAU). En los primeros años de su historia compitió en las categorías regionales de Madrid.
El club creció progresivamente gracias a fusiones con otros equipos y al apoyo del Sindicato Español Universitario (SEU). En 1968 conquistó su primer título nacional, el Campeonato de España, de segunda categoría. En 1970 fue uno de los seis equipos fundadores de la Liga Nacional de Rugby. Con la desaparición del SEU, el Club Atlético Universitario cambió su nombre por Club Atlético Uros, manteniendo así las mismas siglas identificativas.
En 1976 fue subcampeón de la Copa del Generalísimo y campeón del Campeonato de España juvenil. Fue el inicio de un lustro dorado, con dos títulos de Copa de Rey (1977 y 1978) y dos ligas (1979 y 1980). La temporada 1982-83, debido a la reestructuración de la liga por la creación de la División de Honor, el CAU quedó fuera de la máxima categoría. Logró ascender al año siguiente, como campeón de Primera Nacional (por entonces segundo nivel de la liga). En la División de Honor permaneció tres años. La temporada 1985-86 fue la última del CAU Madrid en la máxima categoría del rugby español. El lustro siguiente el club militó en Primera Nacional.
En 2005 el club disolvió todos sus equipos, excepto el de veteranos. En 2009 recuperó los equipos sénior al unirse al Club de Rugby Universitario Metropolitano, una entidad fundada en 2002 por alumnos de la Universidad Complutense. La temporada 2010-12 logró ascender a Primera Nacional (tercer nivel de la liga española), regresando a una categoría nacional tras doce años de ausencia.

## Palmarés

### Sénior
- Liga (2): 1979 y 1980
- Campeonato de España / Copa del Rey (2): 1977 y 1978
- Campeonato de España de segunda categoría (1): 1968

### Júnior
- Campeonato de España (1): 1976